# Verein für Bewegungsspiele Stuttgart 1893 II 2009-2010
Questa voce raccoglie le informazioni riguardanti il Verein für Bewegungsspiele Stuttgart 1893 II nelle competizioni ufficiali della stagione 2009-2010.

## Stagione
Nella stagione 2009-2010 il Stoccarda II, allenato da Reiner Geyer e Jürgen Seeberger, concluse il campionato di 3. Liga al 10º posto.

## Rosa
| N. |                     | Ruolo | Calciatore             |
| -- | ------------------- | ----- | ---------------------- |
| 1  | Germania (bandiera) | P     | Timo Hammel            |
| 2  | Germania (bandiera) | D     | Tobias Feisthammel     |
| 3  | Germania (bandiera) | D     | Sebastian Hertner      |
| 4  | Germania (bandiera) | C     | Tobias Rathgeb         |
| 5  | Germania (bandiera) | D     | Daniel Vier            |
| 7  | Germania (bandiera) | C     | Matthias Schwarz       |
| 8  | Germania (bandiera) | C     | Fabian Broghammer      |
| 9  | Germania (bandiera) | A     | Sebastian Hofmann      |
| 10 | Germania (bandiera) | C     | Markus Pazurek         |
| 11 | Grecia (bandiera)   | C     | Panagiōtīs Vlachodīmos |
| 11 | Germania (bandiera) | A     | Michael Klauß          |
| 12 | Germania (bandiera) | P     | Alexander Stolz        |
| 13 | Germania (bandiera) | A     | Alessandro Riedle      |
| 14 | Germania (bandiera) | C     | Patrick Funk           |
| 15 | Germania (bandiera) | C     | Daniel Didavi          |
| 16 | Germania (bandiera) | C     | Sebastian Rudy         |
| 18 | Germania (bandiera) | P     | Markus Krauss          |
| 19 | Germania (bandiera) | A     | Tobias Rühle           |

| N. |                                 | Ruolo | Calciatore        |
| -- | ------------------------------- | ----- | ----------------- |
| 19 | Germania (bandiera)             | A     | Julian Schieber   |
| 20 | Germania (bandiera)             | A     | Andreas Hindelang |
| 21 | Bosnia ed Erzegovina (bandiera) | D     | Ermin Bičakčić    |
| 22 | Germania (bandiera)             | A     | Sven Schipplock   |
| 23 | Germania (bandiera)             | D     | Sebastian Enderle |
| 24 | Germania (bandiera)             | P     | Sven Ulreich      |
| 25 | Italia (bandiera)               | D     | Felice Vecchione  |
| 26 | Germania (bandiera)             | D     | Sven Schimmel     |
| 27 | Austria (bandiera)              | C     | Clemens Walch     |
| 28 | Germania (bandiera)             | A     | Hüseyin Pala      |
| 30 | Germania (bandiera)             | A     | Manuel Fischer    |
| 31 | Germania (bandiera)             | P     | Marcel Schmid     |
| 32 | Germania (bandiera)             | P     | Bernd Leno        |
| 34 | Germania (bandiera)             | D     | Thomas Geyer      |
| 40 | Turchia (bandiera)              | C     | Öztürk Karatas    |
| 42 | Germania (bandiera)             | D     | Marco Pischorn    |
|    | Germania (bandiera)             | A     | Alexander Riemann |

## Organigramma societario
Area tecnica
- Allenatore: Jürgen Seeberger
- Allenatore in seconda: Walter Thomae
- Preparatore dei portieri: Thomas Walter
- Preparatori atletici: Matthias Schiffers

## Calciomercato

### Sessione estiva
| Acquisti | Acquisti          | Acquisti                 | Acquisti |
| R.       | Nome              | da                       | Modalità |
| -------- | ----------------- | ------------------------ | -------- |
| D        | Ermin Bičakčić    | Stoccarda U19            |          |
| C        | Fabian Broghammer | Hoffenheim U19           |          |
| A        | Manuel Fischer    | Coblenza                 |          |
| D        | Sebastian Hertner | Stoccarda U19            |          |
| A        | Alessandro Riedle | Grasshoppers             |          |
| C        | Matthias Schwarz  | Ingolstadt 04            |          |
| A        | Bence Varga       | Stoccarda U19            |          |
| D        | Daniel Vier       | Eintracht Francoforte II |          |
| D        | Sebastian Wolf    | Wacker Burghausen        |          |

| Cessioni | Cessioni          | Cessioni                    | Cessioni |
| R.       | Nome              | a                           | Modalità |
| -------- | ----------------- | --------------------------- | -------- |
| C        | Martin Dausch     | Aalen                       |          |
| C        | Shaban Ismaili    | Sonnenhof G.                |          |
| A        | Nico Klotz        | Erzgebirge Aue              |          |
| D        | Marijan Kovačević | Stoccarda U15               |          |
| D        | David Pisot       | Ingolstadt 04               |          |
| A        | Johannes Rahn     | Coblenza                    |          |
| D        | Robin Schuster    | Friburgo II                 |          |
| D        | Joachim Schwabe   | FSV 08 Bietigheim-Bissingen |          |

### Sessione invernale
| Acquisti | Acquisti       | Acquisti      | Acquisti |
| R.       | Nome           | da            | Modalità |
| -------- | -------------- | ------------- | -------- |
| C        | Tobias Rathgeb | Hansa Rostock |          |

| Cessioni | Cessioni             | Cessioni        | Cessioni |
| R.       | Nome                 | a               | Modalità |
| -------- | -------------------- | --------------- | -------- |
| C        | Jerry Opoku-Karikari | Jahn Ratisbona  |          |
| A        | Bence Varga          | Ulma            |          |
| D        | Sebastian Wolf       | Wehen Wiesbaden |          |

## Risultati

### 3. Liga

#### Girone di andata
| Arbitro: | Zwayer |

|  |           |          |
|  | Marcatori | 74’ Vier |

| Arbitro: | Stieler |

|            |           |             |
| Didavi 71’ | Marcatori | 14’ Feistle |

| Arbitro: | Gagelmann |

|  |           |                                |
|  | Marcatori | 26’ Schieber 62’, 83’ Pischorn |

| Arbitro: | Kunzmann |

|                         |           |                                                |
| Hindelang 32’ Walch 74’ | Marcatori | 54’ Schlauderer 59’ Stoilov 90’ (rig.) Zellner |

| Arbitro: | Glasmacher |

|                              |           |  |
| Schipplock 37’ Funk 62’, 90’ | Marcatori |  |

| Arbitro: | Valentin |

|                         |           |                 |
| Eberlein 65’ Fießer 82’ | Marcatori | 30’ (rig.) Funk |

| Arbitro: | Benedum |

|                         |           |                                  |
| Vier 30’ Broghammer 82’ | Marcatori | 10’, 63’, 71’ Sikorski 47’ Riess |

| Arbitro: | Hartmann |

|                   |           |  |
| Braham 54’ (rig.) | Marcatori |  |

| Arbitro: | Cortus |

|                                 |           |            |
| Didavi 67’ Riedle 75’ Walch 86’ | Marcatori | 25’ Semmer |

| Arbitro: | Thomsen |

|  |           |             |
|  | Marcatori | 50’ Schwarz |

| Arbitro: | Seiwert |

|                            |           |            |
| Rudy 56’ (rig.) Didavi 90’ | Marcatori | 18’ Tallec |

| Arbitro: | Aarnink |

|                      |           |  |
| Holt 58’, 87’ (rig.) | Marcatori |  |

| Arbitro: | Christ |

|          |           |  |
| Funk 44’ | Marcatori |  |

| Arbitro: | Siebert |

|                                          |           |                                    |
| Onuegbu 5’ Calamita 47’ Kruppke 50’, 59’ | Marcatori | 3’ Vier 23’ Schwarz 28’ Schipplock |

| Arbitro: | Beitinger |

|  |           |          |
|  | Marcatori | 73’ Ayık |

| Arbitro: | Sippel |

|                    |           |  |
| Laux 13’ Mesic 72’ | Marcatori |  |

| Arbitro: | Sönder |

|                           |           |                                                         |
| Didavi 45’ Schipplock 79’ | Marcatori | 20’ (rig.), 36’ (rig.) Leitl 64’ Hartmann 71’ Neuendorf |

| Arbitro: | Gorniak |

|                    |           |  |
| Schweinsteiger 65’ | Marcatori |  |

| Arbitro: | Dingert |

|  |           |             |
|  | Marcatori | 68’ Smeekes |

#### Girone di ritorno
| Arbitro: | Achmüller |

|                                  |           |                        |
| Schipplock 8’ Fischer 47’ (rig.) | Marcatori | 41’, 85’ (rig.) Savran |

| Arbitro: | Welz |

|                           |           |                |
| Schnatterer 60’ Spann 74’ | Marcatori | 12’ Schipplock |

| Arbitro: | Seiwert |

|                |           |                               |
| Schipplock 44’ | Marcatori | 2’ Neunaber 27’, 65’ Formento |

| Ratisbona 23 febbraio 2010, ore 19:00 CET 23ª giornata | Jahn Ratisbona | 0 – 0 referto | Stoccarda II | Jahnstadion (1 972 spett.)\| Arbitro: \| Kunzmann \| |
| Arbitro:                                               | Kunzmann       |               |              |                                                      |

| Arbitro: | Osmers |

|            |           |                                            |
| Öztürk 51’ | Marcatori | 16’ Walch 23’ Schipplock 27’ Funk 45’ Vier |

| Arbitro: | Achmüller |

|                                      |           |  |
| Schipplock 23’ Vier 75’ Schieber 84’ | Marcatori |  |

| Arbitro: | Aarnink |

|                          |           |  |
| Knasmüllner 42’ Sène 53’ | Marcatori |  |

| Arbitro: | Nowak |

|                |           |                         |
| Schipplock 46’ | Marcatori | 24’ Agyemang 63’ Müller |

| Arbitro: | Beitinger |

|  |           |           |
|  | Marcatori | 65’ Walch |

| Arbitro: | Valentin |

|  |           |           |
|  | Marcatori | 53’ Engel |

| Arbitro: | Sönder |

|             |           |                                 |
| Ginczek 35’ | Marcatori | 37’ (rig.) Rathgeb 80’ Pischorn |

| Arbitro: | Unger |

|              |           |  |
| Pischorn 15’ | Marcatori |  |

| Arbitro: | Welz |

|                               |           |  |
| Cappek 19’ Gorka 48’ Kurz 73’ | Marcatori |  |

| Arbitro: | Thomsen |

|          |           |                       |
| Pala 10’ | Marcatori | 37’ Doğan 44’ Kruppke |

| Arbitro: | Osmers |

|  |           |                                                |
|  | Marcatori | 21’ (rig.) Rathgeb 27’ Schieber 61’ Schipplock |

| Arbitro: | Beitinger |

|                             |           |  |
| Schipplock 15’ Schieber 28’ | Marcatori |  |

| Arbitro: | Dittrich |

|              |           |            |
| Ruprecht 43’ | Marcatori | 1’ Schwarz |

| Arbitro: | Gorniak |

|                               |           |           |
| Schipplock 8’, 40’ Didavi 70’ | Marcatori | 54’ Grech |

| Arbitro: | Aytekin |

|             |           |                            |
| Holwijn 29’ | Marcatori | 74’ Schipplock 90’ Hofmann |

## Statistiche

### Statistiche di squadra
| Competizione | Punti | In casa | In casa | In casa | In casa | In casa | In casa | In trasferta | In trasferta | In trasferta | In trasferta | In trasferta | In trasferta | Totale | Totale | Totale | Totale | Totale | Totale | DR |
| Competizione | Punti | G       | V       | N       | P       | Gf      | Gs      | G            | V            | N            | P            | Gf           | Gs           | G      | V      | N      | P      | Gf     | Gs     | DR |
| ------------ | ----- | ------- | ------- | ------- | ------- | ------- | ------- | ------------ | ------------ | ------------ | ------------ | ------------ | ------------ | ------ | ------ | ------ | ------ | ------ | ------ | -- |
| 3. Liga      | 52    | 19      | 8       | 2       | 9       | 30      | 27      | 19           | 8            | 2            | 9            | 23           | 23           | 38     | 16     | 4      | 18     | 53     | 50     | +3 |
| Totale       | 52    | 19      | 8       | 2       | 9       | 30      | 27      | 19           | 8            | 2            | 9            | 23           | 23           | 38     | 16     | 4      | 18     | 53     | 50     | +3 |

### Andamento in campionato
| Giornata  | 1 | 2 | 3 | 4 | 5 | 6 | 7 | 8  | 9 | 10 | 11 | 12 | 13 | 14 | 15 | 16 | 17 | 18 | 19 | 20 | 21 | 22 | 23 | 24 | 25 | 26 | 27 | 28 | 29 | 30 | 31 | 32 | 33 | 34 | 35 | 36 | 37 | 38 |
| --------- | - | - | - | - | - | - | - | -- | - | -- | -- | -- | -- | -- | -- | -- | -- | -- | -- | -- | -- | -- | -- | -- | -- | -- | -- | -- | -- | -- | -- | -- | -- | -- | -- | -- | -- | -- |
| Luogo     | T | C | T | C | C | T | C | T  | C | T  | C  | T  | C  | T  | C  | T  | C  | T  | C  | C  | T  | C  | T  | T  | C  | T  | C  | T  | C  | T  | C  | T  | C  | T  | C  | T  | C  | T  |
| Risultato | V | N | V | P | V | P | P | P  | V | V  | V  | P  | V  | P  | P  | P  | P  | P  | P  | N  | P  | P  | N  | V  | V  | P  | P  | V  | P  | V  | V  | P  | P  | V  | V  | N  | V  | V  |
| Posizione | 5 | 5 | 2 | 6 | 3 | 4 | 8 | 12 | 9 | 6  | 5  | 7  | 5  | 8  | 10 | 11 | 13 | 14 | 16 | 16 | 18 | 20 | 20 | 18 | 17 | 18 | 18 | 15 | 16 | 15 | 14 | 17 | 17 | 14 | 12 | 13 | 10 | 10 |

Legenda:

Luogo: C = Casa; T = Trasferta. Risultato: V = Vittoria; N = Pareggio; P = Sconfitta.

### Statistiche dei giocatori
| E. Bičakčić       | 12 | 0  | 0 | 0 |
| F. Broghammer     | 12 | 1  | 0 | 0 |
| D. Didavi         | 28 | 5  | 7 | 1 |
| S. Enderle        | 21 | 0  | 4 | 0 |
| T. Feisthammel    | 28 | 0  | 6 | 0 |
| M. Fischer        | 12 | 1  | 3 | 0 |
| P. Funk           | 32 | 5  | 6 | 0 |
| T. Geyer          | 2  | 0  | 0 | 0 |
| T. Hammel         | 4  | 0  | 0 | 0 |
| S. Hertner        | 22 | 0  | 4 | 0 |
| A. Hindelang      | 20 | 1  | 1 | 0 |
| S. Hofmann        | 14 | 1  | 0 | 0 |
| Ö. Karatas        | 1  | 0  | 0 | 0 |
| M. Klauß          | 18 | 0  | 4 | 0 |
| M. Krauss         | 1  | 0  | 0 | 0 |
| M. Lanig          | 3  | 0  | 1 | 0 |
| B. Leno           | 17 | 0  | 0 | 0 |
| J. Opoku-Karikari | 2  | 0  | 1 | 0 |
| H. Pala           | 9  | 1  | 1 | 0 |
| M. Pazurek        | 5  | 0  | 0 | 0 |
| M. Pischorn       | 34 | 4  | 4 | 0 |
| T. Rathgeb        | 15 | 2  | 1 | 0 |
| A. Riedle         | 15 | 1  | 2 | 0 |
| A. Riemann        | 1  | 0  | 0 | 0 |
| S. Rudy           | 6  | 1  | 3 | 0 |
| T. Rühle          | 16 | 0  | 1 | 0 |
| J. Schieber       | 5  | 4  | 0 | 0 |
| S. Schimmel       | 21 | 0  | 2 | 0 |
| S. Schipplock     | 32 | 14 | 8 | 0 |
| M. Schmid         | 0  | 0  | 0 | 0 |
| M. Schwarz        | 30 | 3  | 0 | 0 |
| A. Stolz          | 8  | 0  | 0 | 0 |
| S. Ulreich        | 8  | 0  | 1 | 0 |
| F. Vecchione      | 7  | 0  | 1 | 0 |
| D. Vier           | 34 | 5  | 1 | 0 |
| P. Vlachodīmos    | 1  | 0  | 0 | 0 |
| C. Walch          | 29 | 4  | 0 | 1 |
| S. Wolf           | 4  | 0  | 0 | 0 |